# Iniistius
Genre
Iniistius est un genre de poisson appartenant à l'ordre des Perciformes, et à la famille des Labridae. Plusieurs espèces sont appelées « labres rasoirs » en français du fait de l'appendice rétractile qu'ilsportent au-dessus de la tête.

## Liste d'espèces
Selon World Register of Marine Species (2 octobre 2015), FishBase (2 octobre 2015) et ITIS (2 octobre 2015) :
- Iniistius aneitensis (Günther, 1862)
- Iniistius auropunctatus Randall, Earle & Robertson, 2002
- Iniistius baldwini (Jordan & Evermann, 1903)
- Iniistius bimaculatus (Rüppell, 1829)
- Iniistius brevipinnis Randall, 2013
- Iniistius celebicus (Bleeker, 1856)
- Iniistius cyanifrons (Valenciennes, 1840)
- Iniistius dea (Temminck & Schlegel, 1845)
- Iniistius evides (Jordan & Richardson, 1909)
- Iniistius geisha (Araga & Yoshino, 1986)
- Iniistius griffithsi Randall, 2007
- Iniistius jacksonensis (Ramsay, 1881)
- Iniistius melanopus (Bleeker, 1857)
- Iniistius naevus Allen & Erdmann, 2012
- Iniistius pavo (Valenciennes, 1840)
- Iniistius pentadactylus (Linnaeus, 1758)
- Iniistius spilonotus (Bleeker, 1857)
- Iniistius trivittatus (Randall & Cornish, 2000)
- Iniistius twistii (Bleeker, 1856)
- Iniistius umbrilatus (Jenkins, 1901)
- Iniistius verrens (Jordan & Evermann, 1902)

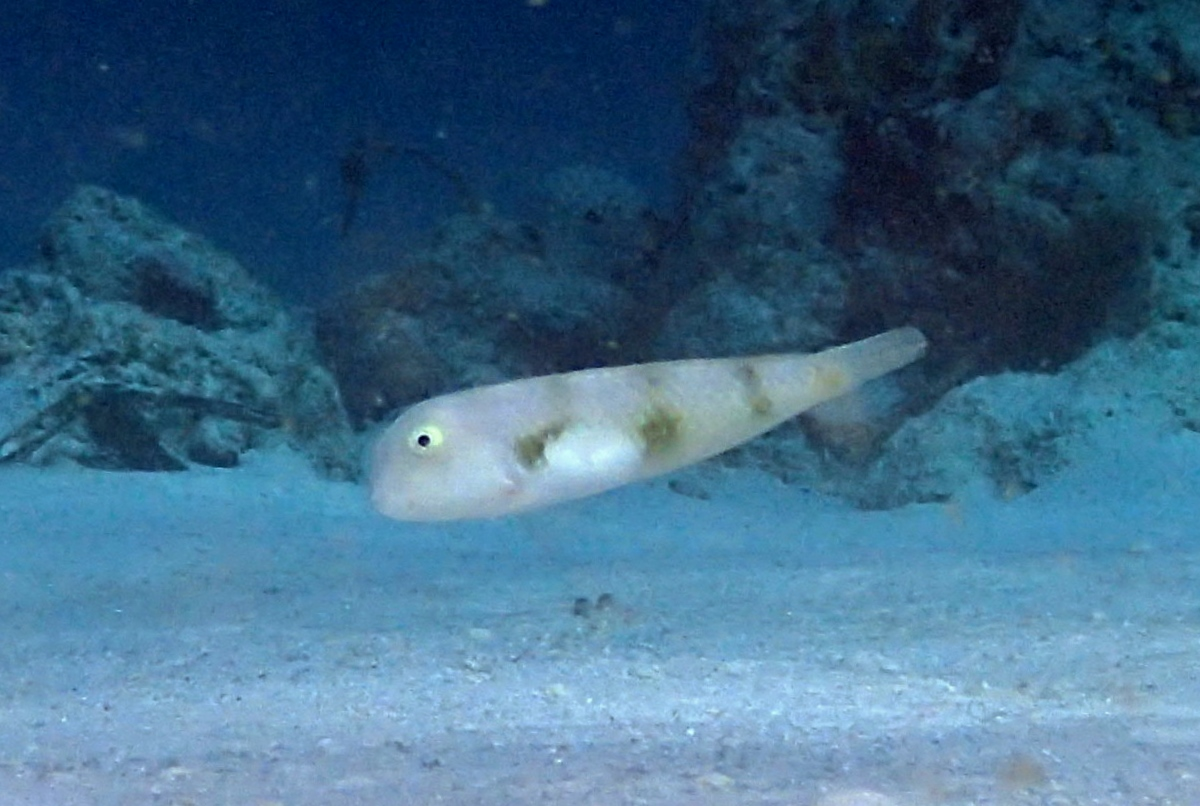
Iniistius aneitensis
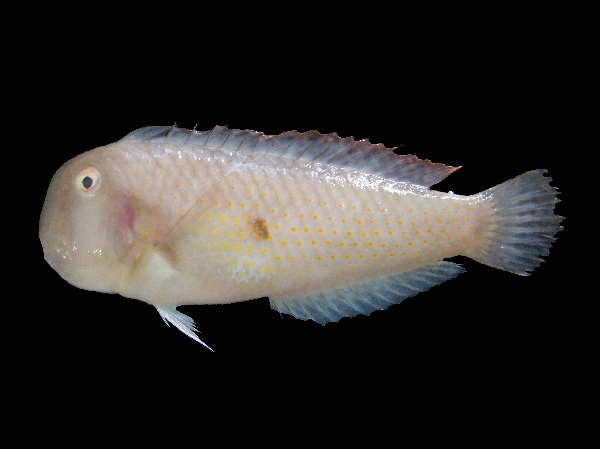
Iniistius bimaculatus
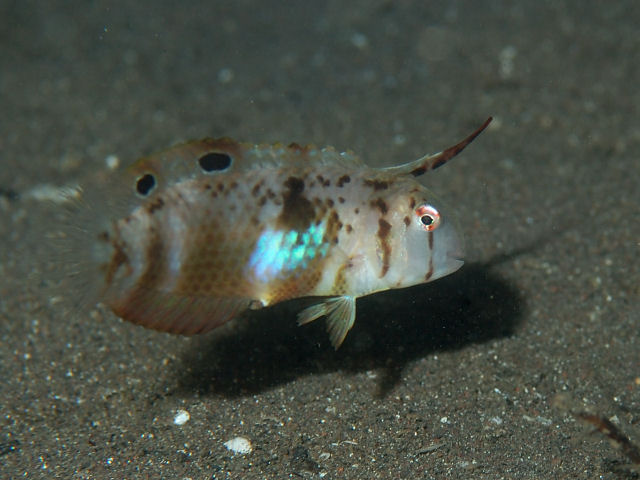
Iniistius dea
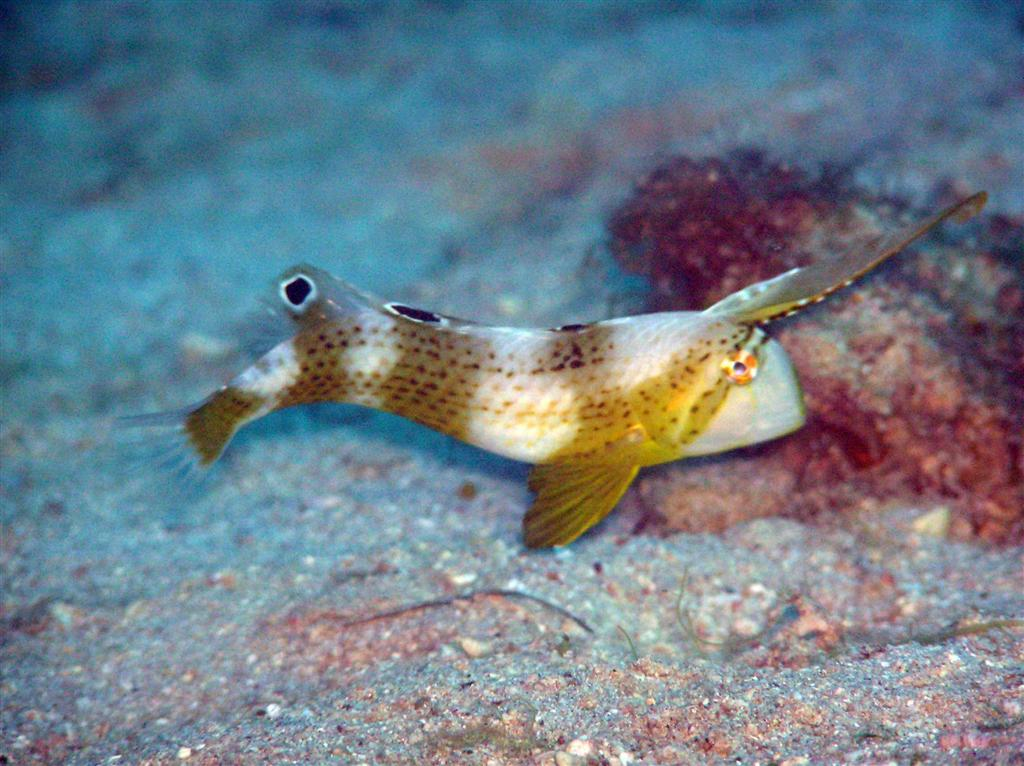
Iniistius pavo
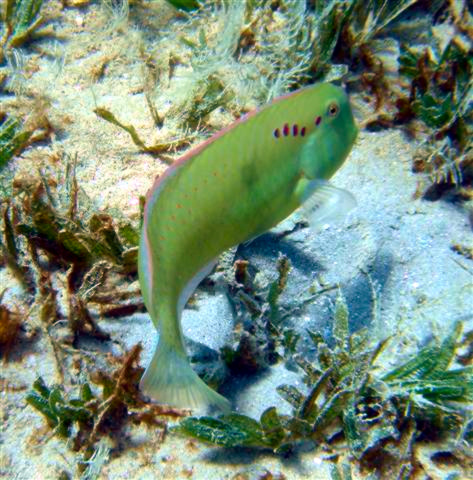
Iniistius pentadactylus